# Calle de Benito Guinea
La calle de Benito Guinea es una vía pública de la ciudad española de Vitoria.

## Descripción
Es parte del barrio de Judimendi y discurre desde la calle de José Mardones hasta la avenida de Judimendi. Tiene cruces con la de Colá y Goiti y la de los Sáez de Quejana. Honra con su nombre al abogado y político vitoriano Benito Guinea López de Aréchaga (1855-1917) desde diciembre de 1947; si bien durante cierto tiempo la denominación oficial fue la de «calle de Don Benito Guinea», perdió después el tratamiento de respeto. La iglesia de San Juan Bautista, ahora sita en la cercana calle del Polvorín Viejo, estuvo de forma provisional, durante siete años y medio, instalada en la de Benito Guinea.